# 周賓 (天順進士)
周賓（1433年—？），字觀光，江西吉安府安福縣人，明朝政治人物。進士出身。

## 生平
江西鄉試第一百六十三名。天順八年（1464年）甲申科會試第一百三十八名，殿試登進士第三甲第三十三名。

## 家族
曾祖周齊謙。祖父周志霄。父亲周加勉，贈禮科給事中。